# Bryan Gil
Bryan Gil Salvatierra (ur. 11 lutego 2001 w Barbate) – hiszpański piłkarz występujący na pozycji napastnika, reprezentant Hiszpanii.

## Kariera klubowa
Wychowanek Sevilli, w trakcie swojej kariery grał także w takich zespołach, jak Leganés oraz Eibar.

## Kariera reprezentacyjna
Zadebiutował w meczu z Grecją, 25 marca 2021, zmieniając Sergio Canalesa.

## Statystyki kariery

### Klubowe
(aktualne na dzień 21 maja 2022)
| Klub               | Sezon              | Liga               | Liga  | Liga   | Puchar Kraju | Puchar Kraju | Europa | Europa | Inne  | Inne   | Suma  | Suma   |
| Klub               | Sezon              | Liga               | Mecze | Bramki | Mecze        | Bramki       | Mecze  | Bramki | Mecze | Bramki | Mecze | Bramki |
| ------------------ | ------------------ | ------------------ | ----- | ------ | ------------ | ------------ | ------ | ------ | ----- | ------ | ----- | ------ |
| Sevilla B          | 2018/19            | Segunda División B | 23    | 4      | —            | —            | —      | —      | —     | —      | 23    | 4      |
| Sevilla            | 2018/19            | Primera Division   | 11    | 1      | 2            | 0            | 0      | 0      | 0     | 0      | 13    | 1      |
| Sevilla            | 2019/20            | Primera Division   | 2     | 0      | 1            | 0            | 4      | 1      | —     | —      | 7     | 1      |
| Sevilla            | 2020/21            | Primera Division   | 1     | 0      | 0            | 0            | 0      | 0      | 0     | 0      | 1     | 0      |
| Sevilla            | Ogólnie            | Ogólnie            | 14    | 1      | 3            | 0            | 4      | 1      | 0     | 0      | 21    | 2      |
| Leganes (wyp.)     | 2019/20            | Primera Division   | 12    | 1      | 0            | 0            | —      | —      | —     | —      | 40    | 0      |
| Eibar (wyp.)       | 2020/21            | Primera Division   | 28    | 4      | 1            | 0            | —      | —      | —     | —      | 29    | 4      |
| Tottenham          | 2021/22            | Premier League     | 9     | 0      | 5            | 0            | 6      | 0      | —     | —      | 20    | 0      |
| Valencia (wyp.)    | 2021/22            | Primera Division   | 13    | 0      | 4            | 0            | —      | —      | —     | —      | 17    | 0      |
| Ogólnie w karierze | Ogólnie w karierze | Ogólnie w karierze | 99    | 10     | 13           | 0            | 10     | 1      | 0     | 0      | 122   | 11     |

### Reprezentacyjne
(aktualne na dzień 5 czerwca 2022)
| Reprezentacja | Rok     | Występy | Gole |
| ------------- | ------- | ------- | ---- |
| Hiszpania     | 2021    | 4       | 0    |
| Hiszpania     | 2022    | 0       | 0    |
| Ogólnie       | Ogólnie | 4       | 0    |